# Abraham II (ormiański patriarcha Jerozolimy)
Abraham II (ur. ?, zm. ?) – w latach 855–909 8. ormiański Patriarcha Jerozolimy.